# Scheibe-Alsbach
Scheibe-Alsbach – dzielnica miasta Neuhaus am Rennweg w Niemczech, w kraju związkowym Turyngia, w powiecie Sonneberg. Do 30 grudnia 2012 samodzielna gmina, której niektóre zadania administracyjne realizowane były przez miasto Neuhaus am Rennweg, które pełniło rolę "gminy realizującej" (niem. "erfüllende Gemeinde").